# San Giovanni degli Eremiti
De San Giovanni degli Eremiti (Italiaans: Chiesa di San Giovanni degli Eremiti: De kerk van St. Jan de kluizenaar) is een zesde-eeuwse kerk in de Siciliaanse hoofdstad Palermo.
Tijdens de Arabische overheersing van Sicilië werd het gebouw in gebruik genomen als moskee. Onder de heerschappij van koning Rogier II werd het gebouw in 1136 weer een kerk en sindsdien wordt zij beheerd door de Congregatie van Montevergine. In de afgelopen eeuwen is de kerk vele malen verbouwd. Hierdoor zijn in het bouwwerk zowel islamitische als romaanse en gotische invloeden te herkennen.
De kerk staat bekend om zijn opvallende rode koepels, die zeer kenmerkend zijn voor de Arabisch-Normandische architectuur van het Sicilië van de twaalfde eeuw. In zijn Diary of an Idle Woman in Sicily (1881) beschreef F. Elliot de kerk als: "...helemaal oosters en met haar vijf koepels zou zij zo in Bagdad of Damascus kunnen staan".
De kerk is sinds 2015 onderdeel van de werelderfgoedlijst-inschrijving Arabisch-Normandisch Palermo en de kathedralen van Cefalù en Monreale.